# Contea di Hill (Texas)
La contea di Hill in inglese Hill County è una contea dello Stato del Texas, negli Stati Uniti. La popolazione al censimento del 2010 era di 35 089 abitanti. Il capoluogo di contea è Hillsboro. È stata creata nel 1876 dalla Contea di Navarro. Il nome della contea deriva da George Washington Hill, Segretario di guerra e della Marina della Repubblica del Texas.

## Geografia fisica
| Anno | Popolazione | ±%     |
| ---- | ----------- | ------ |
| 1860 | 3 653       |        |
| 1870 | 7 453       | 104,0% |
| 1880 | 16 554      | 122,1% |
| 1890 | 27 583      | 66,6%  |
| 1900 | 41 355      | 49,9%  |
| 1910 | 46 760      | 13,1%  |
| 1920 | 43 332      | −7,3%  |
| 1930 | 43 036      | −0,7%  |
| 1940 | 38 355      | −10,9% |
| 1950 | 31 282      | −18,4% |
| 1960 | 23 650      | −24,4% |
| 1970 | 22 596      | −4,5%  |
| 1980 | 25 024      | 10,7%  |
| 1990 | 27 146      | 8,5%   |
| 2000 | 32 321      | 19,1%  |
| 2010 | 35 089      | 8,6%   |

Secondo l'Ufficio del censimento degli Stati Uniti d'America la contea ha un'area totale di 986 miglia quadrate (2550 km²), di cui 959 miglia quadrate (2480 km²) sono terra, mentre 27 miglia quadrate (70 km², corrispondenti al 2,7% del territorio) sono costituiti dall'acqua.

### Strade principali
- Interstate 35
  -  Interstate 35E
  -  Interstate 35W
- U.S. Highway 77
- State Highway 22
- State Highway 81
- State Highway 171
- State Highway 174
- State Highway 31

### Contee confinanti
- Contea di Johnson (nord)
- Contea di Ellis (nord-est)
- Contea di Navarro (est)
- Contea di Limestone (sud-est)
- Contea di McLennan (sud)
- Contea di Bosque (ovest)

## Media
I media locali includono KDFW-TV, KXAS-TV, WFAA-TV, KTVT-TV, KERA-TV, KTXA-TV, KDFI-TV, KDAF-TV, KFWD-TV, KCEN-TV, KWTX-TV, KXXV-TV, KDYW, e KWKT-TV.